# Spilogale yucatanensis
El zorrillo manchado de Yucatán, Spilogale yucatanensis, es una especie de  zorrillo o mofeta.

## Descripción
Las especies de Spilogale son zorrillos negros relativamente pequeños, con diversos patrones de rayas y manchas blancas. Los machos del género son mucho más grandes que las hembras y tienen colas más largas.
En el estudio que sugiere que Spilogale yucatanensis debe considerarse una especie independiente, no solo una subespecie de Spilogale angustifrons, los autores escriben que se diferencia del  zorrillo manchado del Sur, S. angustifrons, por su menor tamaño y dientes más pequeños y más juntos; y del  zorrillo manhado pigmea, Spilogale pygmaea, por su patrón de color diferente, con patas negras en lugar de blancas, un cráneo triangular más grande y una  parte mastoidea del hueso temporal más grande.

## Comportamiento
En el clásico de 1959 de  Aldo Starker Leopold Vida silvestre de México: aves y mamíferos de caza está escrito que «Me han dicho que en Yucatán atacan sin provocación, y que los ataques más violentos ocurren cuando el macho busca a una hembra».
En el sitio web iNaturalist, una observación de dominio público de Spilogale yucatanensis va acompañada de este comentario: «Esta criatura deambulaba dentro de la cabaña ignorando mis fotos con flash, incluso mordió la pierna de mi pijama mientras fotografiaba, y cuando intenté ahuyentarlo, no se fue. Cuando me acosté, intentó entrar por debajo de mi mosquitero. Finalmente, intenté ahuyentarlo con la linterna, pero mordió la tapa de la cara y se aferró mientras lo levantaba y lo depositaba en un frasco de boca ancha de un galón, en el que lo llevé a lo profundo del bosque y lo dejé.» Es interesante que ni en este encuentro ni en otro anterior documentado por el mismo observador (en inglés) el zorrillo roció su almizcle o incluso olió a almizcle, aunque en cada caso fue extremadamente agresivo.

## Distribución
Spilogale yucatanensis es originaria únicamente de la Península de Yucatán en México.

## Hábitat
El principal tipo de vegetación de la Península de Yucatán son los bosques tropicales, tanto caducifolios como  semicaducifolios. En general, los bosques crecen más altos en la parte sur.

## Historia evolucionaria
Hace 1,5 millones de años, el ancestro común de las especies actuales de zorrillo manchado se había extendido a la mayor parte del área de distribución que hoy ocupa el género Spilogale. Spilogale yucatanensis surgió de su especie ancestral más reciente hace unos 660.000 años, cuando se separó del ancestro común de S. interrupta y  S. putorius.
Así, el zorrillo manchado de Yucatán surgió cuando la península de Yucatán experimentaba la época geológica del Pleistoceno. Las excavaciones en las Grutas de Loltún, en el centro de Yucatán, han descubierto fósiles y huesos de  mastodontes, cuya última presencia registrada en América fue hace unos 11.000 años, mucho después del surgimiento de nuestro zorrillo. Estos y otros hallazgos animales en la gruta sugieren que durante la evolución temprana de nuestra zorrilla la vegetación de Yucatán era diferente a la de hoy, compuesto por tres tipos principales de hábitat: selva perennifolia, bosque tropical de tipo caducifolio y matorral xerófilo.

## Taxonomía
El zorrillo manchado de Yucatán fue descrito científicamente en 1938 por el zoólogo estadounidense William Henry Burt. Burt consideraba la especie una subespecie del zorrillo manchado del sur, Spilogale angustifrons. El espécimen que dio nombre a la especie, el holotipo, consiste en el pelaje y el cráneo de una hembra adulta colectada en Chichén Itzá, Yucatán, el 2 de marzo de 1936 por M. B. Trautman.

## Etimología
El nombre del género «Spilogale» proviene del griego spilo, que significa «manchado», y gale, que significa «comadreja».

## Más fotos
|  |  |  |